# Неккер, Ноэль Жозеф де
Ноэль Мартен Жозеф де Неккер (фр. Noël Martin Joseph de Necker, лат. Natalis Martinus Joseph de Necker; 1730—1793) — немецкий ботаник и историограф французского происхождения.

## Биография
Ноэль Жозеф де Неккер родился 25 декабря 1730 года (по другим данным — в 1729 году) в городе Лилль во Франции. Затем Неккер переехал в Германию. Он работал личным врачом Курпфальца в Мангейме. Ноэль де Неккер скончался 30 декабря 1793 года в Мангейме.
В 1768 году была издана двухтомная книга де Неккера Deliciae gallo-belgicae. В ней впервые использованы некоторые долиннеевские названия родов растений. Для видов растений принята биноминальная номенклатура. В отличие от этой работы, в трёх томах Elementa botanica 1790 года принятая иная номенклатура. В ней названия таксонов в ранге species naturalis считаются видовыми, хотя состоят из одного слова. Согласно статье 20.4 МКБН, все названия, опубликованные в этой работе, являются недействительными (nomen invalidum).
Местонахождение гербарных образцов, использованных де Неккером для описания новых видов, не установлено. Несколько образцов мхов, вероятно, находятся в Ботаническом саду и музее Берлин-Далем.

## Некоторые научные работы
- Necker, N.J. de (1768). Deliciae gallo-belgicae. 2 vols., 568 p.
- Necker, N.J. de (1771). Methodus muscorum. 296 p.
- Necker, N.J. de (1774). Physiologia muscorum. 343 p.
- Necker, N.J. de (1783). Traité sur la mycitologie. 137 p.
- Necker, N.J. de (1790). Elementa botanica. 3 vol.
- Necker, N.J. de (1790). Corollarium. 31 p.
- Necker, N.J. de (1790). Phytozoologie philosophique. 78 p.

## Роды, названные в честь Н. Ж. де Неккера
- Neckera Hedw., 1801, nom. cons.
- Neckeria J.F.Gmel., 1791, nom. rej. [syn.  Pollichia Aiton, 1789, nom. cons.]
- Neckeria Scop., 1777, nom. rej. [syn.  Capnoides Mill., 1754]